# Diamant- und Edelsteinbörse Idar-Oberstein
Die Diamant- und Edelsteinbörse Idar-Oberstein (DEIO) ist eine als Verein geführte internationale Handelsplattform für Diamanten und andere Schmucksteine. 

## Geschichte
Die  Diamant- und Edelsteinbörse Idar-Oberstein (DEIO) wurde im Jahr 1974 in Idar-Oberstein im Landkreis Birkenfeld in Rheinland-Pfalz als weltweit erste kombinierte Börse für sowohl Diamanten als auch für Farbedelsteine eröffnet.
1975 wurde sie in den Weltverband der Diamantbörsen aufgenommen, dem mittlerweile 29 Börsen angehören. Die seit Mitte der 1980er Jahre jährlich auf dem Messegelände im Gewerbepark Nahetal stattfindende Fachmesse Intergem mit ihren über 160 Fachausstellern festigt die Stellung als Edelstein-Handelsplatz im internationalen Wettbewerb.

## Börse
Präsident der Börse ist Jochen Müller, seine Vertreter (Vizepräsidenten) sind Manfred Giloy, Christian Klein und Bernd Willi Ripp.

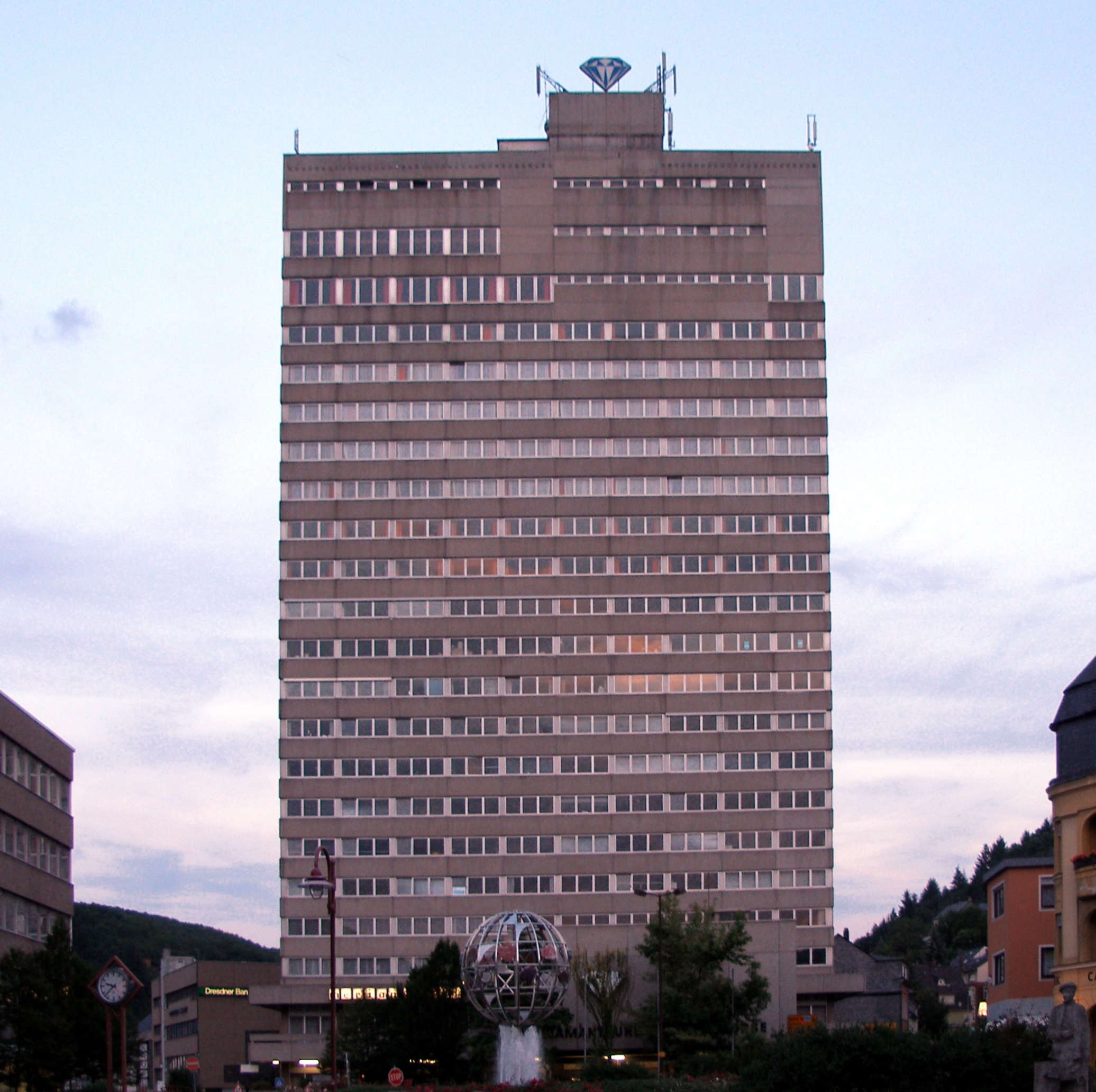
Das Börsenhochhaus in Idar-Oberstein, diente bis 2011 als Sitz der DEIO.

Die Diamant- und Edelsteinbörse hatte ihren Sitz zunächst im Börsenhochhaus in der Mainzer Straße 34, im Jahre 2011 erfolgte ein Umzug in die Hauptstraße 161 (IHK-Regionalgeschäftsstelle Idar-Oberstein). Das 21-stöckige Hochhaus am Schleiferplatz hat eine Höhe von 75 Metern und wird heute als Hotel genutzt.